# Pomník obětem první světové války v Královském Poříčí

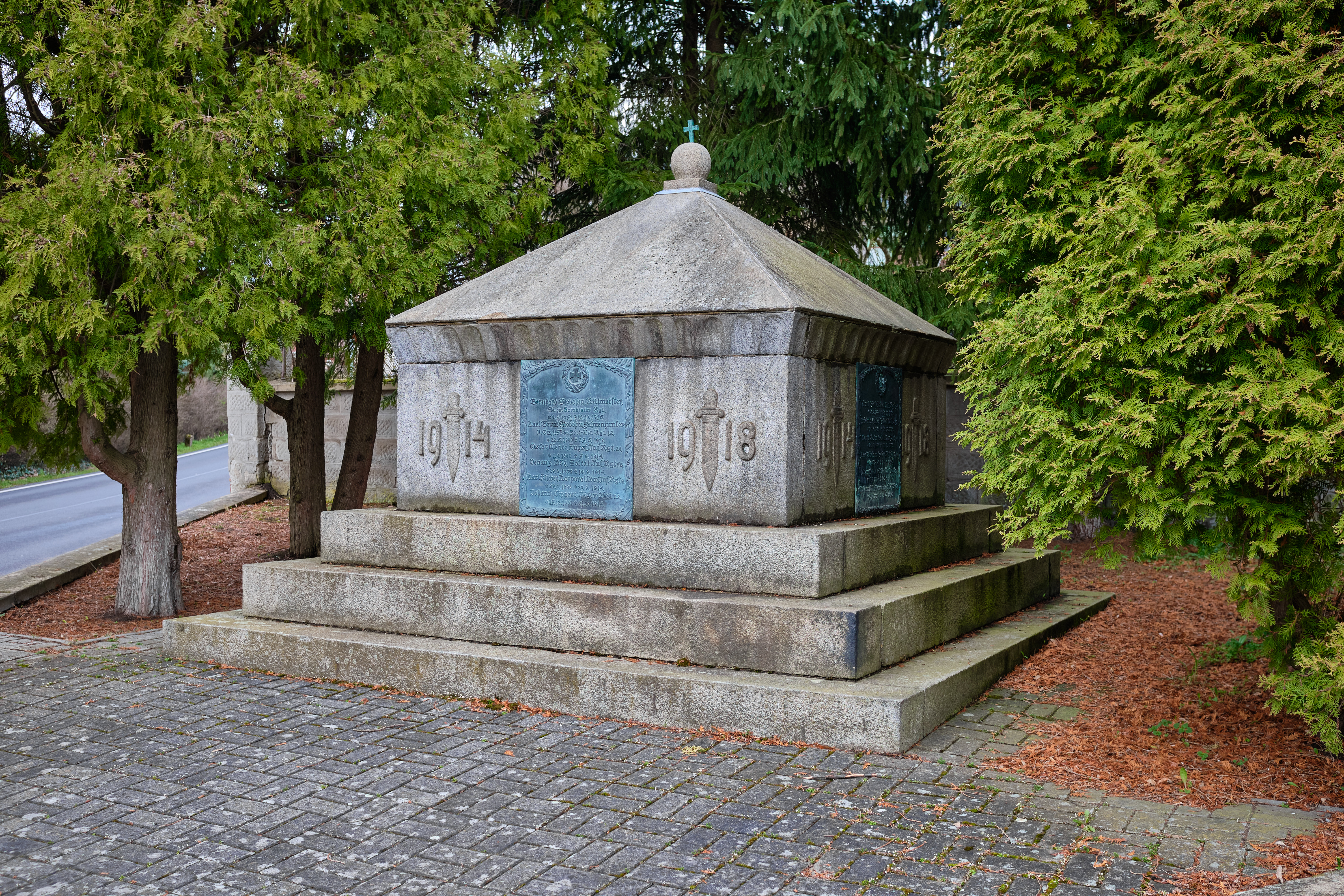
Pomník obětem první světové války v Královském Poříčí

Pomník obětem první světové války v Královském Poříčí byl postaven pro 25 občanů, kteří padli během první světové války. Byl vystaven v roce 1930 při hlavní silnici. 

## Padlí vojáci
- Bernhard Seebohm
- Karl Bern Seebohm
- Oskar Mende
- Denanz Hög
- Karl Fischer
- Johann Lippert
- Emil Görl
- Friedrich Zuber
- Ernst Rohm
- Karl Richter
- Adam Peter
- Johann Muhlhans
- Josef Glasl
- Karl Dorner
- Anton Maresch
- Julius Maier
- Josef Eberl
- Andreas Lorenz
- Josef Fenkl
- Franz Lorenz
- Karl Seidl
- Franz Berk
- Wenzl Görl
- Anton Habermann
- Anton Fritsch[2]